# 自慢したい人がいます〜拝啓 ひねくれ3様〜
『自慢したい人がいます〜拝啓 ひねくれ3様〜』（じまんしたいひとがいます はいけい ひねくれスリーさま）は2019年10月5日から2020年3月28日までテレビ東京系列で放送されていたバラエティ番組である。全26回。
2019年4月6日から同年9月28日まで24回に渡って放送された『ひねくれ3』についても記述する。

## 概要
様々な業界で活躍をしている“若き挑戦者・成功者”がスタジオに登場。その方が成しえたコトや近い将来の野望を、一般人の持つ「嫉妬」や「ひねくれ目線」で検証。変わっていく未来へのワクワク感を楽しみつつ、生き抜くヒントをもらおうというバラエティ。
2019年10月5日よりタイトルを『自慢したい人がいます〜拝啓 ひねくれ3様〜』に変更、日本全国津々浦々で「あなたが自慢したい人を教えて下さい！」と、街頭インタビュー。紹介してもらった”自慢したい人”の中から、「これは深掘りしたい」と思う人に密着取材も敢行する。まだ世に知られていない未来を変える挑戦者を発掘し、山里・岩井・小宮のひねくれ3が、独自の視点で切り込んでいく内容に変わっている。
2020年3月28日、最終回を迎える。最終回は自慢したい人の街頭インタビューを放送せず、山里・岩井・小宮・秋元の4人のトークを中心に放送した。

## 出演者
ひねくれ3（MC）
- 山里亮太（南海キャンディーズ・山ちゃん）
- 岩井勇気（ハライチ）
- 小宮浩信（三四郎）

進行
- 秋元真夏（乃木坂46第2代キャプテン）

VTR出演者
- 山崎静代（南海キャンディーズ・しずちゃん、2019年11月16日）
- 土屋伸之（ナイツ、2020年2月15日）

ナレーション
- 板垣龍佑（テレビ東京アナウンサー、2019年10月5日 - 2020年3月28日）

### 過去の出演者
- マキタスポーツ（ナレーション[注 1]、2019年4月6日 - 9月28日）

## 番組テーマ曲
- 『スーパースリーのテーマ』（歌：関敬六、石川進、愛川欽也）
- 『何もなくて夏』（歌：ひねくれ3（山里亮太、岩井勇気、小宮浩信））

音楽プロデューサーのCarlos K.がゲスト出演した際に、番組のテーマソングとして制作された。作詞をひねくれ3の三人が担当し、作曲・編曲をCarlos K.が担当。2019年7月23日にはiTunes等で配信リリースされた。

## スタッフ
- 構成：佐藤大地、岩本哲也、松本智子
- TD：近藤剛史、伊井隼人、吉田健吾
- CAM：吉田健吾、近藤剛史、藤本茂樹、石井淳一郎
- VE：田尾温子、三浦宏一、百崎拓哉、長沼伸明、中野鉄平
- 音声：佐藤達也、湯面由香里
- 照明：古川雅士、藤谷直之、高柴圭一
- TK：海東祐里奈、五味真琴
- 美術：小野清菜
- 大道具：柿沼健一
- 小道具：田本碧
- アクリル装飾：斎藤優彦
- メイク：山田かつら
- タイトル：今野さと子
- EED：森嶋亮、金城用、伊東英嗣
- MA：浅井祐人
- 音効：阿部雄太
- 協力：テレビ東京アート、テクノマックス、麻布プラザ
- 衣装協力：GRAPEFRUTMOON、DRWCYS、phoebe
- 宣伝：山室泰造
- デスク：門田理沙
- AD：蒲田涼、伊藤愛実、阿久津大、津野真実子、貴田涼介、新井布由人、小野寺新平
- ディレクター：青柳剛、大野洋、後閑雄介、甲斐康道、北嶋浩久、茂木孝太、熊澤謙一、清田知宏、橋本崇、古田嶋洋平、有馬基揮（有馬→以前は進行）
- 演出：田中慶
- プロデューサー：杠政寛、鈴木隆浩
- チーフプロデューサー：井関勇人
- 制作協力：LOGIC
- 制作著作：テレビ東京

### 過去のスタッフ
- 構成：加藤淳一郎
- プロデューサー：清水俊雄、本山ひかる
- チーフプロデューサー：越山進

## 放送局・配信元
放送局
| 放送対象地域   | 放送局                | 系列           | 放送日時                       | 放映開始日                      | ネット状況 | 備考     |
| -------------- | --------------------- | -------------- | ------------------------------ | ------------------------------- | ---------- | -------- |
| 関東広域圏     | テレビ東京（TX）      | テレビ東京系列 | 土曜 22:30 - 23:00             | 2019年04月06日 - 2020年03月28日 | 制作局     | 制作局   |
| 北海道         | テレビ北海道（TVh）   | テレビ東京系列 | 土曜 22:30 - 23:00             | 2019年04月06日 - 2020年03月28日 | 同時ネット |          |
| 愛知県         | テレビ愛知（TVA）     | テレビ東京系列 | 土曜 22:30 - 23:00             | 2019年04月06日 - 2020年03月28日 | 同時ネット |          |
| 大阪府         | テレビ大阪（TVO）     | テレビ東京系列 | 土曜 22:30 - 23:00             | 2019年04月06日 - 2020年03月28日 | 同時ネット |          |
| 岡山県・香川県 | テレビせとうち（TSC） | テレビ東京系列 | 土曜 22:30 - 23:00             | 2019年04月06日 - 2020年03月28日 | 同時ネット |          |
| 福岡県         | TVQ九州放送（TVQ）    | テレビ東京系列 | 土曜 22:30 - 23:00             | 2019年04月06日 - 2020年03月28日 | 同時ネット |          |
| 奈良県         | 奈良テレビ（TVN）     | 独立局         | 火曜 17:00 - 17:29             | 2019年05月14日 - 2020年04月21日 | 遅れネット | [ 注 4 ] |
| 鹿児島県       | 鹿児島テレビ（KTS）   | フジテレビ系列 | 月曜 01:25 - 01:55（日曜深夜） | 2019年07月08日 - 2020年06月15日 | 遅れネット | [ 注 4 ] |
| 石川県         | 北陸放送（MRO）       | TBS系列        | 水曜 01:30 - 02:00（火曜深夜） | 2019年11月13日 - 2020年04月29日 | 遅れネット | [ 注 4 ] |

ネット配信
- TVer - テレビ東京系列での放送終了後から次回放送日の22:59まで、最新回のみ配信。